# Minoan Lines
Minoan Lines (en grec moderne : Μινωικές Γραμμές / Minoikés Grammés) est l'une des principales compagnie de navigation maritime en Grèce. Créée en 1972, l'entreprise assure le transport de passagers, de véhicules et de fret en car-ferry en mer Égée entre Le Pirée et la Crète mais aussi en mer Adriatique entre la Grèce et l'Italie. Depuis 2008, Minoan Lines est une filiale du groupe Grimaldi, important armateur italien, qui détient aujourd'hui 95,9% des parts.
Le nom de la compagnie est une référence à la civilisation minoenne, l'une des premières civilisations de l'Antiquité s'étant entre autres développée en Crète. Le logo de Minoan Lines représente par ailleurs le Prince aux lis, célèbre fresque située dans les restes du palais de Cnossos. Les noms donnés à la plupart des navires de sa flotte sont également tirés de lieux ou personnages emblématiques de cette civilisation.

## Histoire

### 1972-1993
La compagnie Minoan Lines est fondée à Héraklion, en Crète, le 25 mai 1972. La société commence ses activités le 7 mai 1974 entre Le Pirée et Héraklion à l'aide du navire Minos, ancien cargo de 162 mètres construit en 1952 et reconverti en car-ferry en 1965. Capable de transporter 670 passagers et 220 véhicules, il a été racheté à la compagnie grecque Const. S. Efthymiades.

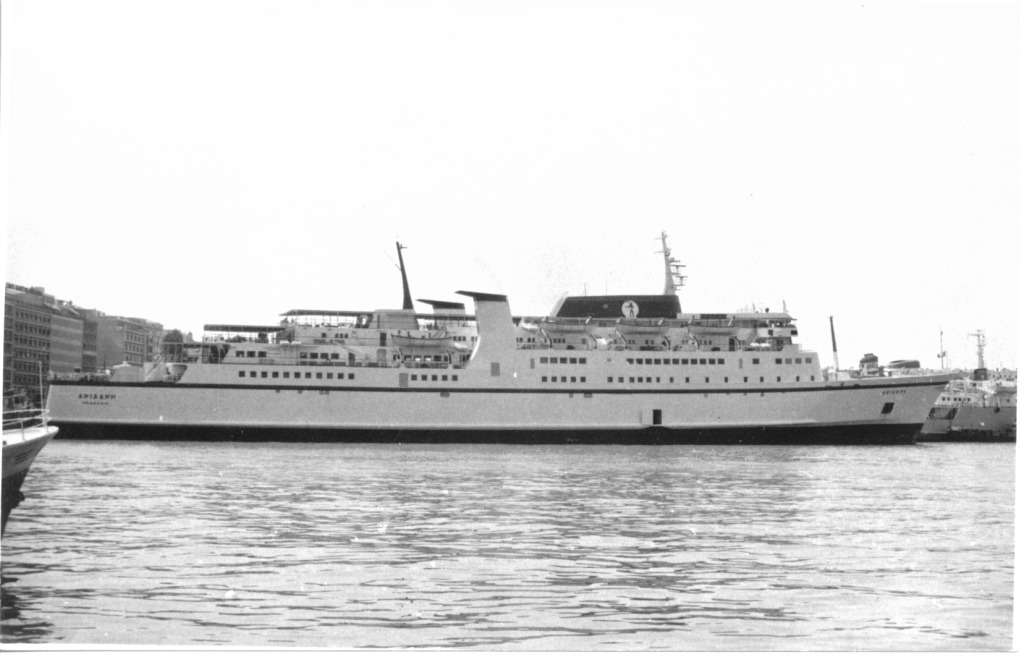
L‘Ariadne, second navire acquis par Minoan Lines en 1975.

Minoan Lines se dote de moyens supplémentaires avec l'acquisition fin 1975 du car-ferry suédois Tor Hollandia qui intègre la flotte de la compagnie grecque sous le nom d‘Ariadne. L'arrivée de ce navire d'une capacité de 980 passagers et 200 véhicules permet à Minoan de relier quotidiennement la Crète au contient.
En 1978, une seconde ligne est ouverte entre Le Pirée et La Canée au nord-ouest de la Crète. Un troisième navire intègre la flotte à l'occasion, le suédois Saga, car-ferry de 140 mètres pouvant embarquer 670 passagers et 200 véhicules. Il entre en service pour le compte de Minoan Lines sous le nom de Knossos.
Au cours de l'année 1979, la compagnie rachète le navire japonais Ferry Atsuta qui rejoint la Grèce sous le nom d‘El Greco. Ce navire connaîtra une importante transformation, réalisée aux chantiers de Perama, et consistant notamment en une profonde modification des locaux destinés aux passagers ainsi que l'ajout de cabines privatives. Reconverti pour transporter 1 400 passagers et 500 véhicules, il inaugure en mai 1981 les activités de Minoan Lines en mer Adriatique entre Patras et Ancône en Italie.
En octobre 1984, Minoan Lines fait l'acquisition du Saga, sister-ship du Knossos, qui prend le nom de Festos. Mis en service en 1985 sur les lignes de Crète, il remplace le Minos qui est retiré de la flotte puis vendu.

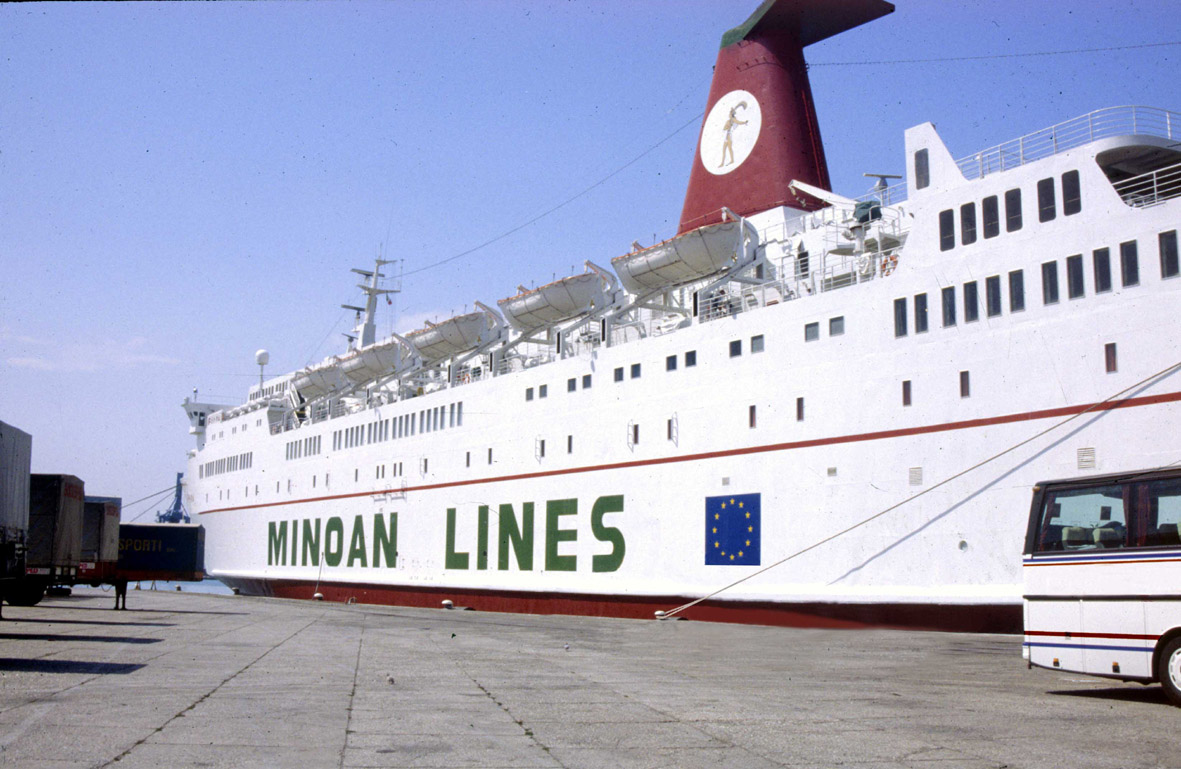
Le Fedra, racheté à la compagnie allemande TT-Line en 1986.

Un second navire destiné aux lignes internationales vers l'Italie est acheté à la fin de l'année 1986, le car-ferry allemand Robin Hood. D'une capacité de 1 800 passagers et 470 véhicules, il entre en service en juin 1987 entre Patras et Ancône sous le nom de Fedra. Le mois d'août 1988 verra également l'arrivée d'un troisième navire sur les lignes greco-italiennes, le King Minos, acquis en 1987 à la compagnie japonaise Nippon Enkai Ferry. À l'instar du El Greco, ce navire a également subit des modifications au niveau de ses installations avant sa mise en service.
L'année 1988 voit aussi le prolongement de la ligne Ancône - Patras vers Kuşadası en Turquie assuré par l‘Ariadne. Ce dernier est remplacé dès 1990 sur les lignes de Crète par le N. Kazantzakis, ancien ferry japonais de 155 mètres racheté en 1987 et profondément transformé à Perama durant presque trois ans afin d'être adapté aux standards de la compagnie.
En mer Adriatique, un autre navire est aligné en 1991, le Daedalus, lui aussi un ancien navire japonais ayant bénéficié de transformations. La qualité de celles-ci permettent de proposer de nouveaux standards en matière de confort sur les lignes greco-italiennes à une période où Minoan essuie une rude concurrence de la part de sa rivale de la première heure, la compagnie ANEK Lines.
C'est dans ce contexte qu'en 1991, Minoan Lines rachète à Strintzis Lines le ferry Ishikari que cette dernière venait d'acquérir auprès de la compagnie japonaise Taiheiyō Ferry. Le navire, rebaptisé Erotokritos, est le sister-ship du Lato, fleuron d'ANEK Lines à l'époque. Mis en service en 1992 après quelques travaux de transformations, il abaisse le temps de traversée entre Patras et Ancône à 24 heures. Grâce à son vaste garage, conçu pour transporter une quantité élevée de fret, Minoan développe son offre auprès des transporteurs routiers, alors impactés par les conflits en Yougoslavie.

### 1993-2008
En ce début des années 1990, le marché des lignes de l'Adriatique est dominé par Minoan Lines et ANEK Lines. En 1993, une nouvelle compagnie, Superfast Ferries, mise en place par le groupe Attica, annonce la mise en service prochaine de deux car-ferries jumeaux à la pointe de la technologie entre Patras et Ancône, prévus pour combiner de grandes dimensions, une importante capacité ainsi que des vitesses élevées de l'ordre de 27 nœuds. Cette annonce fait immédiatement réagir Minoan Lines qui passe alors commande d'un navire présentant des caractéristiques similaires aux chantiers suédois Bruce Shipyard.
Première commande de navire neuf de la compagnie, ce navire est conçu pour mesurer 177 mètres de long et jauger 28 000 UMS. Livré en 1995, l‘Aretousa est mis en service la même année que les jumeaux de Superfast. Mais bien que plus imposant, il ne rencontrera pas le succès de ses rivaux, en particulier en raison de sa vitesse inférieure. Minoan Lines passe une nouvelle commande aux chantiers Bruce Shipyard, portant cette fois-ci sur deux sister-ships améliorés de l‘Aretousa capables de naviguer à des vitesses de 27 nœuds.

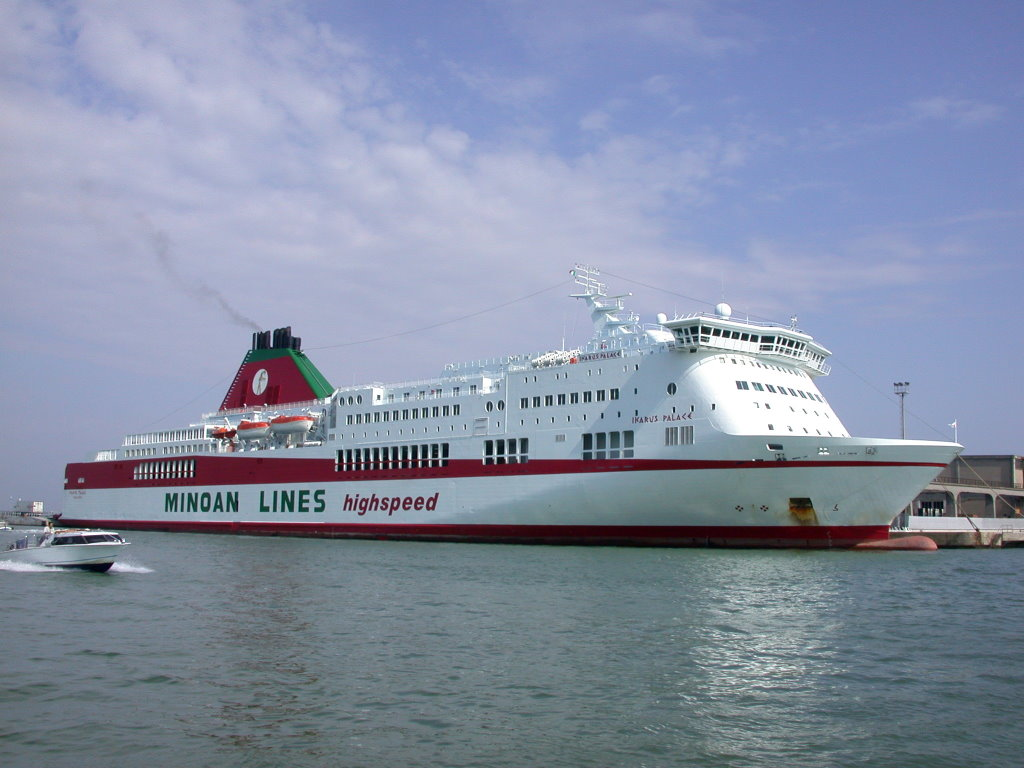
L‘Ikarus, premier navire rapide de Minoan Lines, mis en service en 1997.

Ainsi, en 1997, la compagnie prend livraison de l‘Ikarus, puis un an plus tard, du Pasiphae. L'arrivée de ces nouveaux navires permet en parallèle l'ouverture de nouvelles lignes entre Patras et Venise, assurée par les anciens ferries.
La fin des années 1990 est le théâtre d'une concurrence acharnée entre les principaux opérateurs de la mer Adriatique, tout particulièrement Minoan Lines et Superfast. Toutes deux enchaînent les commandes de navires plus imposants et plus rapides. En 1998, Minoan Lines annonce un programme de renouvellement de sa flotte à la hauteur de 900 millions de dollars. C'est à cette même période que la compagnie est introduite à la bourse d'Athènes.

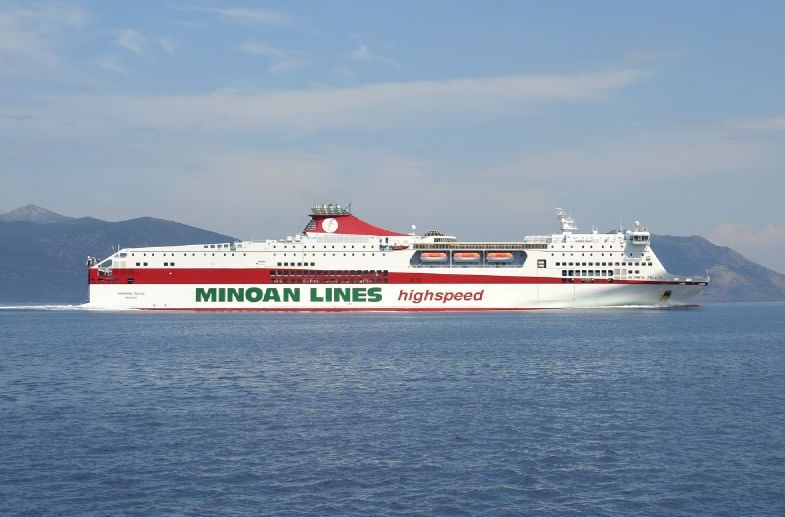
L‘Olympia Palace, l'un des sept navires neufs mis en service entre 2000 et 2002.

Entre 2000 et 2002, sept navires rapides de grandes dimensions sont mis en service. Les imposants Knossos Palace et Festos Palace sur les lignes de la Crète, les Olympia Palace et Europa Palace sur les lignes de l'Adriatique suivis de trois navires plus axés sur le transport du fret, les jumeaux Prometheus, Oceanus et Ariadne Palace. L'arrivée de ces nouvelles unités entraîne la sortie de flotte des navires plus anciens.
Ces importants investissements provoqueront toutefois l'endettement de la compagnie. Afin de rembourser une partie de cette dette, Minoan Lines se sépare en 2002 de l‘Aretousa puis l'année suivante du Prometheus et de l‘Ariadne Palace I (ex-Oceanus), deux ans à peine après leur mise en service. L‘Ariadne Palace quittera pour sa part la flotte en 2006.
En 2005, le groupe Attica, propriétaire de Superfast Ferries, acquiert 11,61% du capital de la compagnie. Cette part passera progressivement à 22,2% avant que le groupe ne décide de les revendre à un particulier qui les cédera à son tour en 2007 à Sea Star Capital, propriétaire d'ANEK Lines. En janvier 2008, Sea Star Capital signe une convention avec le groupe Grimaldi pour la cession de ses parts. En octobre, l'armateur italien fait l'acquisition de 47,9% de parts supplémentaires, portant sa participation à 85%.

### Depuis 2008

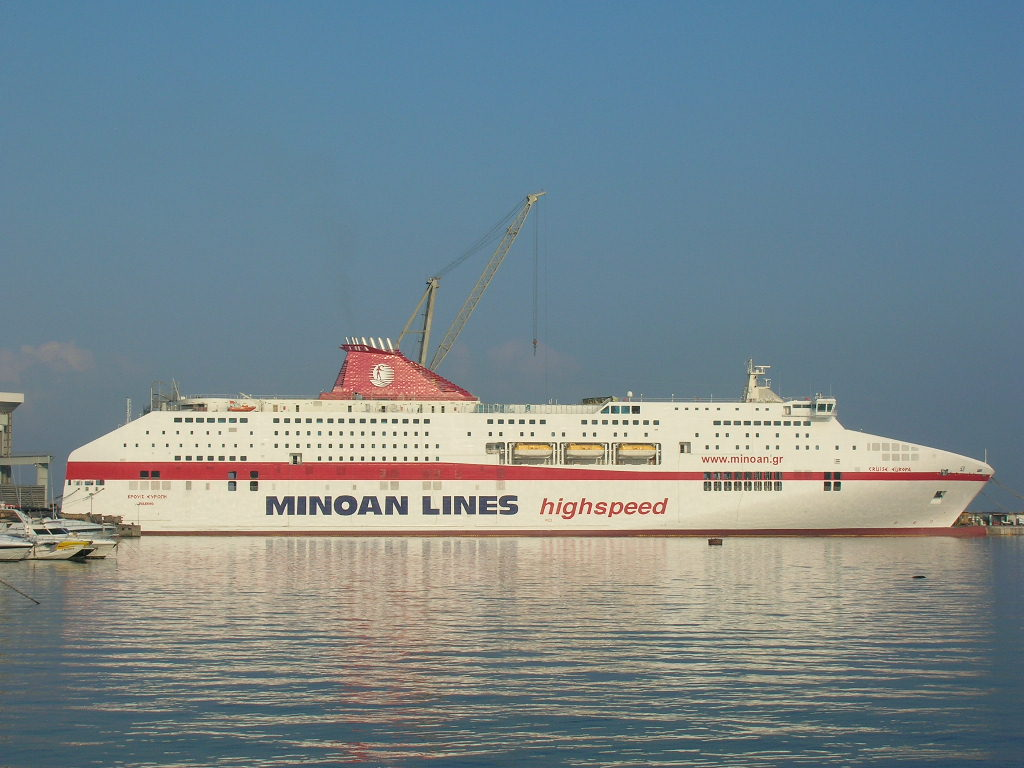
Le Cruise Europa, mis en service en 2009.

Dès l'arrivée du groupe Grimaldi à la tête de Minoan Lines, l'armateur italien engage la construction de deux nouvelles unités destinées aux lignes greco-italiennes. En attendant leur arrivée, le Pasiphae Palace est vendu et temporairement remplacé par l‘Eurostar Barcelona, ex-Prometheus, affrété à Grimaldi Lines. Il est exploité par Minoan sous le nom de Zeus Palace.
En octobre 2009, la compagnie met en service le gigantesque Cruise Europa, frété par sa maison mère. D'une longueur de 225 mètres et capable de transporter 2 100 passagers et disposant d'un garage de 3 060 mètres linéaires de fret, il est l'un des plus grands ferries de la Méditerranée. Il sera rejoint en juillet 2010 par son sister-ship le Cruise Olympia. Leur arrivée entraîne le retour du Zeus Palace sous les couleurs de Grimaldi Lines et l'affrètement de l‘Ikarus Palace par cette dernière.
En 2012, Minoan Lines ferme la ligne de Venise. En conséquence, les Europa Palace et Olympia Palace, les deux navires qui y étaient affectés, sont affrétés par l'ex-compagnie publique Tirrenia. À la fin de l'année, la ligne d'Ancône est prolongée jusqu'à Trieste, moyennant l'affrètement du cargo Europalink de la compagnie Finnlines, autre filiale du groupe Grimaldi. La ligne sera interrompue en 2014.
En 2018, l'ex-Europa Palace, affrété par Tirrenia sous le nom d‘Amsicora, retourne au sein de la flotte de Minoan sous le nom de Mykonos Palace. Son jumeau l'ex-Bonaria rejoint quant à lui la flotte de Grimaldi Lines. Minoan acquiert également le navire à grande vitesse Santorini Palace au mois de juin pour une nouvelle ligne entre la Crète et les Cyclades.
En 2020, la compagnie devient la première en Grèce à installer des scrubbers sur ses navires. Quelques changements interviennent également au niveau des noms des navires, Le Festos Palace est rebaptisé Kydon Palace tandis que le Mykonos Palace récupère le nom de Festos Palace.
Fin 2020, Grimaldi Lines annonce qu'un échange du navires sera fait avec Minoan Lines, le Cruise Bonaria (ex-Olympia Palace) qui retourne chez Minoan sous le nom de Knossos Palace, le Knossos Palace de Minoan Lines sera quant-à lui transféré chez Grimaldi, prenant le patronyme vacant de Cruise Bonaria.

## Flotte

### Flotte actuelle
| Navire           | Pavillon | Type                    | Construction | Entrée en flotte | Tonnage    | Longueur | Largeur | Capacité  | Capacité  | Capacité  | Vitesse    | Statut     |
| Navire           | Pavillon | Type                    | Construction | Entrée en flotte | Tonnage    | Longueur | Largeur | Passagers | Véhicules | Remorques | Vitesse    | Statut     |
| ---------------- | -------- | ----------------------- | ------------ | ---------------- | ---------- | -------- | ------- | --------- | --------- | --------- | ---------- | ---------- |
| Kydon Palace     |          | Ferry rapide            | 2001         | 2001             | 37 482 UMS | 214 m    | 26,40 m | 2 200     | 660       | 90        | 29,5 nœuds | En service |
| Knossos Palace   |          | Navire mixte            | 2001         | 2020             | 36 825 UMS | 214 m    | 26,40 m | 1 900     | 700       | 140       | 29 nœuds   | En service |
| Festos Palace    |          | Navire mixte            | 2002         | 2002             | 36 825 UMS | 214 m    | 26,40 m | 1 900     | 660       | 140       | 29,5 nœuds | En service |
| Santorini Palace |          | Navire à grande vitesse | 2005         | 2018             | 4 913 UMS  | 85 m     | 21,20 m | 809       | 154       | -         | 37 nœuds   | En service |

### Anciens navires
| Navire             | Pavillon | Type         | Construction | Période                  | Tonnage    | Longueur | Largeur | Passagers | Véhicules         | Vitesse    | Statut |
| ------------------ | -------- | ------------ | ------------ | ------------------------ | ---------- | -------- | ------- | --------- | ----------------- | ---------- | --- |
| Cruise Europa      |          | Navire mixte | 2009         | 2009-2021                | 54 310 UMS | 225 m    | 30,40 m | 2 300     | 610               | 27,5 nœuds | Transféré au sein de la flotte de Grimaldi Lines.                                                                                  |
| Cruise Olympia     |          | Navire mixte | 2010         | 2010-2021                | 54 310 UMS | 225 m    | 30,40 m | 2 300     | 610               | 27,5 nœuds | Transféré au sein de la flotte de Grimaldi Lines. Navigue actuellement sous le nom de Cruise Sardegna                              |
| Knossos Palace     |          | Navire mixte | 2000         | 2000-2020                | 37 551 UMS | 214 m    | 26,40 m | 2 200     | 660               | 29,5 nœuds | Échangé avec le Cruise Bonaria, transféré dans la flotte de Grimaldi Lines.                                                        |
| Ikarus Palace      |          | Navire mixte | 1997         | 1997-2016                | 30 010 UMS | 200,65 m | 25,80 m | 1 500     | 600               | 27,6 nœuds | Transféré au sein de la flotte de Grimaldi Lines. Revendu en 2023 à la compagnie Adria Ferries.                                    |
| Europalink         |          | Navire mixte | 2007         | 2012-2014                | 46 124 UMS | 218,77 m | 30,50 m | 554       | 4 200 m linéaires | 25 nœuds   | Transféré au sein de la flotte de Finnlines.                                                                                       |
| Florancia          |          | Navire mixte | 2004         | 2012                     | 26 302 UMS | 186 m    | 25,60 m | 967       | 150               | 24 nœuds   | Navigue actuellement pour la compagnie TTT Lines.                                                                                  |
| Zeus Palace        |          | Navire mixte | 2001         | 2001-2003 2008-2009 2012 | 26 995 UMS | 212 m    | 25 m    | 1 300     | 1 000             | 28,5 nœuds | Revendu une première fois à Grimaldi Lines. Affrété par Minoan Lines en 2009 et en 2012. Navigue actuellement pour Grimaldi Lines. |
| Pasiphae Palace    |          | Navire mixte | 1998         | 1998-2009                | 30 010 UMS | 200,65 m | 25,80 m | 1 500     | 600               | 27,6 nœuds | Vendu à la SNCM. Navigue actuellement pour la compagnie Corsica Linea sous le nom de Jean Nicoli.                                  |
| Ariadne            |          | Ferry        | 1996         | 2008                     | 30 882 UMS | 195,95 m | 27 m    | 2 050     | 560               | 24,9 nœuds | Restitué à Hellenic Seaways. |
| Ariadne Palace     |          | Navire mixte | 2002         | 2002-2006                | 28 007 UMS | 212 m    | 25 m    | 1 300     | 1 000             | 28,5 nœuds | Navigue actuellement pour la compagnie Tirrenia sous le nom de Moby Tommy.                                                         |
| Daedalus           |          | Ferry        | 1973         | 1989-2005                | 15 039 UMS | 140,87 m | 22,43 m | 1 450     | 400               | 21 nœuds   | Vendu à Adria Ferries. A terminé sa carrière sous le nom de Caribbean Galaxy. Démoli en 2018.                                      |
| Ariadne Palace One |          | Navire mixte | 2001         | 2001-2003                | 26 995 UMS | 212 m    | 25 m    | 1 300     | 1 000             | 30,5 nœuds | Navigue actuellement pour la compagnie Corsica Ferries - Sardinia Ferries sous le nom de Mega Express Three.                       |
| Agía Galíni        |          | Roulier      | 1973         | 1986-2002                | 3 439 UMS  | 128,33 m | 20,50 m | 12        | 888 m linéaires   | 17 nœuds   | Coulé le 10 août 2008 au large de la Colombie.                                                                                     |
| Erotokritos        |          | Ferry        | 1974         | 1991-2002                | 23 900 UMS | 188,40 m | 23,98 m | 1 000     | 785               | 21,5 nœuds | A terminé sa carrière sous le nom de Erotokritos T pour la compagnie marocaine Endeavor Lines. Démoli en 2011.                     |
| El Greco           |          | Ferry        | 1972         | 1979-2002                | 9 562 UMS  | 140,82 m | 22,86 m | 1 400     | 500               | 18 nœuds   | A terminé sa carrière en Turquie sous le nom de Captain Zaman. Démoli en 2008.                                                     |
| King Minos         |          | Ferry        | 1972         | 1988-2002                | 10 164 UMS | 155 m    | 22,81 m | 1 800     | 500               | 18,7 nœuds | A terminé sa carrière en Arabie saoudite sous le nom de Mawaddah. Démoli en 2019.                                                  |
| Aretousa           |          | Navire mixte | 1995         | 1995-2002                | 28 417 UMS | 177,30 m | 27 m    | 1 500     | 200               | 23,8 nœuds | Navigue actuellement pour La Méridionale sous le nom de Girolata.                                                                  |
| N. Kazantzakis     |          | Ferry        | 1972         | 1989-2001                | 11 174 UMS | 155 m    | 22,89 m | 1 800     | 300               | 18,7 nœuds | Navigue actuellement pour la société hongkongaise Metropolis Cruise Co. Ltd. sous le nom de Metropolis.                            |
| Fedra              |          | Ferry        | 1974         | 1987-2000                | 12 528 UMS | 148,93 m | 22,89 m | 1 500     | 470               | 21 nœuds   | A terminé sa carrière sous le nom de Ouzoud pour la compagnie marocaine Comanav. Démoli en 2010.                                   |
| Ariadne            |          | Ferry        | 1967         | 1975-1999                | 11 621 UMS | 138 m    | 21,50 m | 1 620     | 280               | 24 nœuds   | A terminé sa carrière sous le nom de F. Diamond pour la compagnie F. Lines. Démoli en 2010.                                        |
| Festos             |          | Ferry        | 1966         | 1984-1998                | 7 889 UMS  | 141,20 m | 20,96 m | 1 500     | 300               | 18 nœuds   | A terminé sa carrière sous le nom de Sancak pour la compagnie turque Sancak Line. Démoli en 2003.                                  |
| Knossos            |          | Ferry        | 1966         | 1978-1998                | 7 883 UMS  | 141,20 m | 20,90 m | 1 532     | 300               | 18 nœuds   | A terminé sa carrière sous le nom de Ancona pour la compagnie Blue Line International. Démoli en 2011.                             |
| Zakros             |          | Roulier      | 1953         | 1977-1985                | 7 635 UMS  | 156,97 m | 19,56 m | ?         | ?                 | 13,5 nœuds | Démoli en 1985. |
| Minos              |          | Ferry        | 1952         | 1974-1984                | 9 517 UMS  | 162,56 m | 19,23 m | 670       | 220               | 14,5 nœuds | Démoli en 1984. |

## Lignes desservies

### Mer Égée

#### Continent -Crète
| Ligne                | Navires                         |
| -------------------- | ------------------------------- |
| Le Pirée - Héraklion | Festos Palace et Knossos Palace |
| Le Pirée - La Canée  | Kydon Palace                    |

#### Crète - Cyclades
| Ligne                | Navires          |
| -------------------- | ---------------- |
| Héraklion - Santorin | Santorini Palace |
| Héraklion - Paros    | Santorini Palace |
| Héraklion - Mykonos  | Santorini Palace |

### Mer Adriatique

#### Grèce-Italie
| Ligne                                  | Navires                         |
| -------------------------------------- | ------------------------------- |
| Patras - Igoumenitsa - Corfou - Ancône | Cruise Europa et Cruise Olympia |